# Agatirna
Agatirna (llatí: Agathyrna o Agathyrnum grec antic: Ἀγάθυρνα o Ἀγαθύρνον) va ser una ciutat del nord de Sicília entre Tíndaris i Calacte. S'atribueix el seu nom a Agatirn, un fill d'Èol, que la tradició que recull Diodor de Sicília, diu que es va establir en aquest indret.
Era una ciutat molt antiga, però les primeres mencions a la història són de quan Sicília es va convertir en província romana. Durant la Segona Guerra Púnica era la seu d'un grup organitzat de bandits que saquejaven la rodalia, als que el cònsol Marc Valeri Leví va sotmetre l'any 210 aC, i en va establir quatre mil a Rhegium. Probablement llavors la ciutat va ser privada dels drets municipals que tenien la majoria de ciutats de la costa siciliana, perquè no l'esmenta Ciceró però Estrabó diu que era una de les ciutats subsistents de la part nord de Sicília, i apareix també a Plini el Vell, Claudi Ptolemeu i en els Itineraris.
La seva situació ha estat discutida. Estrabó diu que era a 30 milles romanes de Tíndaris i a 20 de Calacte, però la Taula de Peutinger, que per aquesta part de Sicília és molt fiable, diu que era a 29 milles de Tíndaris i només a 12 de Calacte.